# Georgie Cupidon
Georgie Cupidon est un joueur de badminton seychellois né le 10 novembre 1981 à Victoria (Seychelles).
Il est le porte-drapeau de la délégation seychelloise à la cérémonie d'ouverture des Jeux olympiques d'été de 2008.

## Palmarès

### Championnats d'Afrique
- Championnats d'Afrique de badminton 2014 à Gaborone
  -  Médaille de bronze en double messieurs avec Steve Malcouzane
  -  Médaille de bronze en équipe mixte
- Championnats d'Afrique de badminton 2013 à Rose Hill
  -  Médaille de bronze en équipe mixte
- Championnats d'Afrique de badminton 2012 à Addis-Abeba
  -  Médaille de bronze en double mixte avec Allisen Camille
- Championnats d'Afrique de badminton 2009 à Nairobi
  -  Médaille d'argent en double mixte avec Juliette Ah-Wan
  -  Médaille d'argent en équipe mixte
  -  Médaille de bronze en double messieurs avec Steve Malcouzane
- Championnats d'Afrique de badminton 2007 à Rose Hill
  -  Médaille d'or en double mixte avec Juliette Ah-Wan
  -  Médaille d'or en équipe mixte
  -  Médaille d'argent en double messieurs avec Steve Malcouzane
- Championnats d'Afrique de badminton 2006 à Alger
  -  Médaille d'or en double mixte avec Juliette Ah-Wan
  -  Médaille de bronze en double messieurs avec Steve Malcouzane
  -  Médaille de bronze en équipe mixte
- Championnats d'Afrique de badminton 2000 à Bauchi
  -  Médaille de bronze en double messieurs avec Nicholas Jumaye

### Jeux africains
- Jeux africains de 2015 à Brazzaville
  -  Médaille de bronze en double mixte avec Juliette Ah-Wan
  -  Médaille de bronze en équipe mixte
- Jeux africains de 2011 à Maputo
  -  Médaille d'argent en double mixte avec Allisen Camille
  -  Médaille de bronze en double messieurs avec Steve Malcouzane
  -  Médaille de bronze en équipe mixte
- Jeux africains de 2007 à Alger
  -  Médaille d'or en double mixte avec Juliette Ah-Wan
  -  Médaille de bronze en équipe mixte
- Jeux africains de 2003 à Abuja
  -  Médaille de bronze en équipe mixte

### Jeux des îles de l'océan Indien
- Jeux des îles de l'océan Indien 2015 à La Réunion
  -  Médaille de bronze en en double messieurs avec Steve Malcouzane
  -  Médaille de bronze en double mixte avec Juliette Ah-Wan